# قطعنامه ۱۸۶۹ شورای امنیت
قطعنامه ۱۸۶۹ شورای امنیت سازمان ملل متحد که در تاریخ ۲۵ مارس ۲۰۰۹ تصویب شد، سندی بین‌المللی دربارهٔ بررسی وضعیت در بوسنی و هرزگوین است. این قطعنامه طی نشست ۶۰۹۹ام با ۱۵ رای موافق، ۰ مخالف و ۰ ممتنع تصویب شد.